# Presidenti del Cagliari Calcio
Qui di seguito sono riportati i presidenti del Cagliari Calcio, società calcistica italiana con sede a Cagliari.

## Presidenti celebri

Gaetano Fichera, fondatore e primo presidente del Cagliari

Il primo presidente, nonché primo allenatore e fondatore del Cagliari Football Club, è il medico chirurgo Gaetano Fichera, dal 30 maggio 1920. Sotto la sua guida, si riuniscono quel giorno, nei locali del cinema Eden sotto i portici di via Roma, i soci fondatori Antonio Colomo, Guido Costa, Manlio Cottiglia, Francesco Falqui, Giacomo Fiorentino, Natale Illario, Enrico Nonnoi, Carlo Papi, Giacomo Puddu e Antonino Zedda.
La prima formazione del Cagliari schiera molti studenti universitari della Facoltà di Medicina nella quale Fichera insegnava, e per richiamare il colore dei loro camici ospedalieri scelgono inizialmente delle maglie di colore bianco, poi sostituite da quelle nerazzurre e infine da quelle rossoblu.
Tra i circa 40 presidenti succedutisi alla guida della società isolana un ruolo importante lo riveste Efisio Corrias. Occupatosi di politica negli anni 1950 e 1960, ricoprendo la carica di Presidente della Regione e del Consiglio regionale, acquista il Cagliari una prima volta nel 1954, e successivamente nel 1968, restando in carica nell'anno dello Scudetto.
Nel 1986 diventa presidente Gigi Riva, dopo che cinque imprenditori (Gianni Simonetti, Antonio Orrù, Carlo Cogliolo, Vinicio Sarritzu e Ubaldo Caria) rilevano il Cagliari dopo la gestione fallimentare di Fausto Moi, che lascia la società travolta dai debiti. A Riva è affidata la presidenza come uomo simbolo da cui incominciare un nuovo corso, dove l'ex calciatore si occupa principalmente di trovare nuovi sponsor per risollevare le finanze della società.
Nel 1992 l'imprenditore Massimo Cellino, acquista la società dai fratelli Orrù. È il presidente più longevo nella storia della società rossoblu, festeggiando nel 2012 i vent'anni di presidenza, intervallati solamente dalla gestione di Bruno Ghirardi nel 2005. Nel 2014, Cellino cede la proprietà del Cagliari a Fluorsid Group, che opera nel settore chimico, rappresentato dall'imprenditore Tommaso Giulini.

## Elenco cronologico
Di seguito l'elenco di presidenti del Cagliari dall'anno di fondazione a oggi.
- 1920-21  Gaetano Fichera
- 1921  Antonio Zedda
- 1921-22 -  Giorgio Mereu
- 1922  Angelo Prunas
- 1922-24  Angelo Prunas
- 1924  Agostino Cugusi
- 1924-26  Agostino Cugusi
- 1926-28  Vittorio Tredici
- 1928  Carlo Costa Marras
- 1928-29  Carlo Costa Marras
- 1929-31  Enzo Comi
- 1931  Giovan Battista Bosazza
- 1931-32  Guido Boero
- 1932  Vitale Cao
- 1932-33  Vitale Cao
- 1933  Enrico Endrich
- 1933-34 Pietro Faggioli
- 1934-35  Aldo Vacca
- 1935-40  Mario Banditelli
- 1940-43  Giuseppe Depperu
- 1944-46  Eugenio Camboni
- 1946-47  Umberto Ceccarelli
- 1947-49  Emilio Zunino
- 1949-53  Domenico Loi
- 1953  Sforza (commissario)
- 1953-54  Pietro Leo
- 1954-55  Efisio Corrias
- 1955-57  Ennio Dalmasso
- 1958-60  Giuseppe Meloni
- 1960-68  Enrico Rocca
- 1968  Giorgio Lombardi (commissario)
- 1968-71  Efisio Corrias
- 1971-73  Paolo Marras
- 1973-76  Andrea Arrica
- 1976-81  Mariano Delogu
- 1981-84  Alvaro Amarugi
- 1984-86  Fausto Moi
- 1986-87  Gigi Riva
- 1987  Lucio Cordeddu
- 1987-91  Antonio Orrù
- 1991-92  Ignazio Orrù
- 1992-05  Massimo Cellino
- 2005-06  Bruno Ghirardi
- 2006-14  Massimo Cellino
- 2014-oggi  Tommaso Giulini